# Cycas
Cycas L., 1753 è l'unico genere della famiglia delle Cycadaceae, piante gimnosperme dell'ordine Cycadales, originarie dell'Asia, dell'Africa e dell'Oceania. Il genere conta circa un centinaio di specie differenti.

## Evoluzione
Insieme a una decina di generi appartenenti alle famiglie delle Zamiaceae, costituiscono quello che rimane oggi di un gruppo di piante apparso sulla Terra poco prima dei dinosauri e un tempo fiorentissimo: l'ordine delle Cycadales.
Le Cycas sono considerate dei "fossili viventi": fossili di Cycas si sono ritrovati nel Triassico superiore. Nel Cretaceo ebbero un enorme sviluppo riducendosi gradatamente nel Terziario. Sono piante molto importanti nell'ambito della paleobotanica in quanto il loro studio ha permesso di comprendere i fossili di piante ormai estinte, vissute nel passato.

## Distribuzione
Si trovano in zone tropicali e subtropicali: Madagascar, Asia sud orientale, Malesia, Australia e Polinesia. La particolare distribuzione di queste piante, che mostrano alcune importanti disgiunzioni e discontinuità, testimonia il loro carattere relitto.

## Descrizione
Sono alberi o arbusti legnosi di aspetto grossolanamente simile alle palme e alle felci arboree, con un fusto non o poco ramificato, alto fino a 20 metri nelle specie più grandi, spesso ricoperto dalle basi fogliari.
Le foglie verdi (assimilatrici) sono molto grandi, pennate o bipennate, a fillotassi alterna, disposte a spirale all'apice del fusto, dove formano una corona. Le foglie sono persistenti da 3 a 10 anni, le Cycas appaiono quindi sempreverdi.
Possono inoltre essere presenti foglie non verdi, lanuginose, la cui funzione è quella di proteggere le gemme.
Nella parte radicale si trovano delle radichette secondarie con ingrossamenti coralliformi che ospitano colonie di cianobatteri, quali Nostoc e Anabaena.
Sono piante dioiche, con apparati riproduttori maschili , formati da numerosi elementi, a forma di squama o di scudo (microsporofilli), che portano sulla faccia inferiore sacche polliniche in numero variabile disposti a formare strobili terminali, mentre quelli femminili che si trovano in gran numero nella parte sommitale del fusto, sono costituiti da foglie pennate (macrosporofilli) che racchiudono gli ovuli, in numero di 4-8, inseriti al margine.
L'impollinazione avviene in natura ad opera del vento e degli insetti. In coltivazione di solito si preleva lo strobilio maschile e si agita sopra il fiore femminile fino a quando i fiori non si chiudono: a quel punto vuol dire che la fecondazione è avvenuta.
La fecondazione avviene per mezzo di spermatozoidi cigliati mobili nel liquido che riempie una "camera pollinica" situata all'apice dell'ovulo.
Dopo la fecondazione la parte esterna del tegumento che avvolge l'ovulo diviene carnoso e avvolge il seme. 
Tutte le cicadali, e solo esse, producono un composto altamente tossico: la cicasina. Tutte le parti della pianta sono tossiche, in particolare i semi e i loro tegumenti. 

## Tassonomia
Il genere Cycas, unico genere della famiglia Cycadaceae, comprende le seguenti specie:
- Cycas aculeata K.D.Hill & H.T.Nguyen
- Cycas aenigma K.D.Hill & A.Lindstr.
- Cycas angulata R.Br.
- Cycas annaikalensis Rita Singh & P.Radha
- Cycas apoa K.D.Hill
- Cycas arenicola K.D. Hill
- Cycas armstrongii Miq.
- Cycas arnhemica K.D. Hill
- Cycas badensis K.D. Hill
- Cycas balansae Warb.
- Cycas basaltica C.A. Gardner
- Cycas beddomei Dyer
- Cycas bifida (Dyer) K.D.Hill
- Cycas bougainvilleana K.D.Hill
- Cycas brachycantha K.D.Hill, H.T.Nguyen & P.K.Lôc
- Cycas brunnea K.D. Hill
- Cycas cairnsiana F.Muell.
- Cycas calcicola Maconochie
- Cycas campestris K.D.Hill
- Cycas canalis K.D. Hill
- Cycas candida K.D.Hill
- Cycas chamaoensis K.D.Hill
- Cycas changjiangensis N.Liu
- Cycas chevalieri Leandri
- Cycas circinalis L.
- Cycas clivicola K.D.Hill
- Cycas collina K.D.Hill, H.T.Nguyen & P.K.Lôc
- Cycas condaoensis K.D.Hill & S.L.Yang
- Cycas conferta Chirgwin ex Chirgwin & Wigston
- Cycas couttsiana K.D. Hill
- Cycas cupida P.I.Forst.
- Cycas curranii (J. Schust.) K.D. Hill
- Cycas debaoensis Y.C.Zhong & C.J.Chen
- Cycas desolata P.I. Forst.
- Cycas diannanensis Z.T.Guan & G.D.Tao
- Cycas dolichophylla K.D.Hill, H.T.Nguyen & P.K.Lôc
- Cycas edentata de Laub.
- Cycas elephantipes A.Lindstr. & K.D.Hill
- Cycas elongata (Leandri) D.Y.Wang
- Cycas falcata K.D.Hill
- Cycas ferruginea F.N.Wei
- Cycas fugax K.D.Hill, H.T.Nguyen & P.K.Lôc
- Cycas furfuracea W.Fitzg.
- Cycas glauca  Miq.
- Cycas guizhouensis K.M. Lan & R.F. Zou
- Cycas hainanensis C.J. Chen
- Cycas hoabinhensis P.K.Lôc & H.T.Nguyen
- Cycas hongheensis S.Y.Yang & S.L.Yang
- Cycas indica A.Lindstr. & K.D.Hill
- Cycas inermis Lour.
- Cycas javana (Miq.) de Laub.
- Cycas lacrimans A.Lindstr. & K.D.Hill
- Cycas lane-poolei C.A.Gardner
- Cycas lindstromii S.L.Yang, K.D.Hill & Hiep
- Cycas maconochiei Chirgwin & K.D.Hill
- Cycas macrocarpa Griff.
- Cycas media R.Br.
- Cycas megacarpa K.D. Hill
- Cycas micholitzii Dyer
- Cycas micronesica K.D. Hill
- Cycas montana A.Lindstr. & K.D.Hill
- Cycas multipinnata C.J.Chen & S.Y.Yang
- Cycas nathorstii J.Schust.
- Cycas nitida K.D.Hill & A.Lindstr.
- Cycas nongnoochiae K.D.Hill
- Cycas ophiolitica K.D. Hill
- Cycas orientis K.D. Hill
- Cycas pachypoda K.D.Hill
- Cycas panzhihuaensis L. Zhou & S. Y. Yang
- Cycas papuana F.Muell.
- Cycas pectinata Buch.-Ham.
- Cycas petrae A.Lindstr. & K.D.Hill
- Cycas platyphylla
- Cycas pranburiensis S.L.Yang & al.
- Cycas pruinosa Maconochie
- Cycas revoluta Thunb.
- Cycas riuminiana Porte ex Regel
- Cycas rumphii Miq.
- Cycas saxatilis K.D.Hill & A.Lindstr.
- Cycas schumanniana Lauterb.
- Cycas scratchleyana F.Muell.
- Cycas seemannii A.Br.
- Cycas segmentifida D.Y.Wang & C.Y.Deng
- Cycas semota K.D. Hill
- Cycas sexseminifera F.N.Wei
- Cycas shanyaensis G.A. Fu
- Cycas siamensis Miq.
- Cycas silvestris K.D.Hill
- Cycas simplicipinna (Smitinand) K.D.Hill
- Cycas sphaerica Roxb.
- Cycas sundaica Miq. ex A.Lindstr. & K.D.Hill
- Cycas szechuanensis C.Y.Cheng, W.C.Cheng & L.K.Fu
- Cycas taitungensis C.F.Shen & al.
- Cycas taiwaniana Carruth.
- Cycas tanqingii D.Y.Wang
- Cycas tansachana K.D.Hill & S.L.Yang
- Cycas thouarsii R.Br.
- Cycas tropophylla K.D.Hill & P.K.Lôc
- Cycas tuckeri K.D. Hill
- Cycas vespertilio A.Lindstr. & K.D.Hill
- Cycas wadei Merr.
- Cycas xipholepis K.D. Hill
- Cycas yorkiana K.D. Hill
- Cycas zambalensis Madulid & Agoo
- Cycas zeylanica (J.Schust.) A.Lindstr. & K.D.Hill

## Usi
Alcune specie sono coltivate per uso ornamentale e hanno grande valore per la floricoltura. 
Nei paesi d’origine, il fusto è una fonte di amido (detto sago e utilizzato nei periodi di carenza alimentare). I semi possono contenere tra il 20 e  il 30% di amido, che è edule dopo la rimozione delle tossine.